# Красноармейский (Мордовия)
Красноармейский — посёлок в Торбеевском районе Мордовии. Административный центр Красноармейского сельского поселения.

## География
Расположен в 14 км от районного центра и 1 км от железнодорожной станции Веденяпинский.

## История
В 1987 г. указом ПВС РСФСР посёлку совхоза «Красноармеец» присвоено наименование Красноармейский.

## Население
| 2002 | 2010 |
| ---- | ---- |
| 854  | ↘686 |

## Инфраструктура
В Красноармейском — СХПК «Красноармеец» (до 1992 г. — совхоз), специализировавшийся на животноводстве (имеются МТФ и свиноферма), общественном овощеводстве и садоводстве. В инфраструктуре посёлка — средняя школа, магазин, столовая; памятник воинам-землякам, погибшим в годы Великой Отечественной войны.

## Уроженцы
Совхоз "Красноармеец" — Пахомова Анна Андреевна, 1923 г.р. Герой Социалистического Труда, депутат Верховного Совета РСФСР VIII-го Созыва, депутат Верховного Совета Мордовской АССР, депутат Торбеевского районного Совета, Красноармейского сельского Совета. Указом Президиума Верховного Совета СССР от 22 марта 1966 года за получение высоких результатов в сельском хозяйстве и рекордные показатели в свиноводстве Анне Андреевне Пахомовой было присвоено звание Героя Социалистического Труда с вручением ордена Ленина и золотой медали «Серп и Молот». 
Совхоз "Красноармеец" - Зубрилин Николай Григорьевич, 1958 г.р. Депутат Московской городской Думы VI-го Созыва 2014-2019; VII-го Созыва 2019-2024; депутат Совета депутатов р-на Отрадное города Москвы 1997-2000; 2000-2004; 2004-2008; 2012-2014; член ЦК КПРФ, 1-й секретарь МГК КПРФ.  

## Источник
- Энциклопедия Мордовия, В. П. Лузгин.